# جامعة جرايسلاند
جامعة جرايسلاند (بالإنجليزية: Graceland University)‏ هي جامعة خاصة للفنون الحرة ضمن بقية الجامعات في لاموني، آيوا وإنديبينيس، ولاية ميسوري. تقدم تقدم الجامعة برامج الماجستير في الحرم الجامعية في سنترفيل وسيدار رابيدز وأيوا وترينتون بولاية ميسوري. كما تقدم برامج البكالوريوس والدراسات العليا عبر الإنترنت. تأسست عام 1895م. وكان إنشاؤها من قبل جماعة المسيح، والتي كانت تُعرف سابقًا باسم كنيسة يسوع المسيح القديسي الأيام الأخيرة، وهي تابعة لها.
يقدم حرمها الرئيسي في لاموني أكثر من 50 برنامجًا أكاديميًا، بما في ذلك تسعة برامج تمهيدية و35 تخصصًا جامعيًا. يوفر الحرم السكني أيضًا 19 رياضة اسكواش وأنشطة على مستوى الحرم الجامعي ورياضات داخلية.
يقدم حرم الاستقلال برامج الدراسات العليا والجامعية في كلية التمريض ومدرسة إدموند ج. جليزر للتعليم. الحرم الجامعي هو أيضا موطن لبرامج في مجتمع مدرسة المسيح. باتريشيا دريفز هي رئيسة جرايسلاند، وقد تولت هذا المنصب في 15 يونيو 2017م.

## أكاديميات

### سمعة

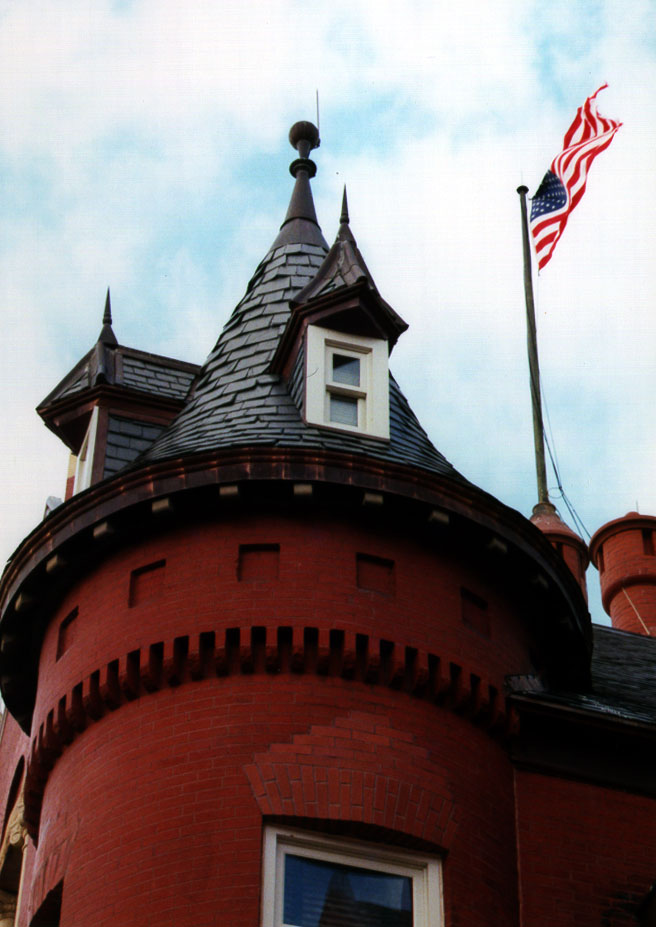
مبنى إدارة جرايسلاند

حصلت الجامعة على المرتبة الأولى في «أفضل الكليات» في الولايات المتحدة الأمريكية للأخبار والتقارير العالمية في الأعوام 2011م و2012م و2013م. تقع الجامعة ضمن فئة «الجامعات الخاصة»، في «منطقة الغرب الأوسط». في عام 2012م صنفت الجامعة في المرتبة 91، وفي تقرير عام 2013م تم صنفت في المرتبة 88. يشير التقرير إلى أحجام الفصول الصغيرة في الجامعة، حيث تحتوي 72 بالمائة من الفصول على 20 طالبًا أو أقل، كما تقدم خدمات المساعدات المالية، وعملية القبول «انتقائية» في الجامعة في ترتيبها. كما اعترف بها من قبل برينستون ريفيو باعتبارها مدرسة عليا في الغرب الأوسط.

### الاعتماد الاكاديمي
هي معتمدة من قبل لجنة التعليم العالي التابعة لرابطة الشمال المركزية للكليات والمدارس. برامج تعليم المعلمين معتمدة من قبل المجلس الوطني لاعتماد تعليم المعلمين. اعتمدت برامج التمريض من قبل لجنة تعليم التمريض الجامعي وتتمتع بموافقة كاملة من مجلس التمريض في ولاية أيوا ومجلس ولاية ميسوري للتمريض.

### برامج

#### كلية الفنون والعلوم الليبرالية
كلية قريسلاند للفنون الليبرالية والعلوم تقدم برامجها في حرم لاموني. تضم الكلية خمسة أقسام: قسم الفنون البصرية والآدائية، قسم الصحة وعلوم الحركة، قسم العلوم الإنسانية، قسم العلوم والرياضيات، قسم العلوم الاجتماعية. من بين هذه الأقسام أكثر من 30 تخصصًا، بما في ذلك برامج ما قبل الاحتراف.

#### كلية التمريض
مدرسة التمريض هي واحدة من أكثر برامج الجامعة شعبية. تقدم كلية التمريض دروسًا في حرم الإنديبينس وعبر الإنترنت. في برنامج التمريض الجامعي (بكالوريوس العلوم في التمريض للممرضات المسجلات) يكمل الطلاب أربعة فصول دراسية من فصول التعليم العام في حرم لاموني، ثم ينتقلون إلى حرم الإنديبيدنس لاستكمال فصولهم الأربعة الأخيرة. يتوفر برنامج تمريض سريع يسمح للطلاب بالتخرج وهو في سبعة فصول دراسية.
تشمل برامج كلية التمريض على الإنترنت درجات الدراسات العليا والجامعية: بكالوريوس في إدارة الرعاية الصحية، وماجستير في التمريض، وشهادة ممرضة العائلة لمرحلة ما بعد الماجستير، وشهادة ماجستير ممرضة مربية، ودكتوراه في ممارسة التمريض. 

#### مدرسة ادموند ج. جليزر
تعد مدرسة إدميوند جون التعليمية - والتي تحمل اسم الرئيس السابق للجامعة - واحدة من أكبر برامج الجامعة. تقدم المدرسة برامج البكالوريوس والدراسات العليا. وتقدم الدروس في حرم لاموني، وحرم الإندبيدنس، والحرم الجامعي الإقليمي وعبر الإنترنت.
تشمل الشهادات الجامعية التعليم الابتدائي والتعليم الثانوي. يعد الحرم الجامعي لاموني هو الموقع الوحيد الذي يقدم شهادة تدريس ثانوية. لدى كلية التربية شراكة مع المدارس التي تسمى مدارس التطوير المهني. تقدم الشراكة لطلاب التعليم لدراسة فصل دراسي في المجال، (على عكس الفصل الدراسي التقليدي). 
تقدم مدرسة التعليم برامج دولية، حيث يمكن للطلاب تعليم الطلاب في نيوزيلندا، أو أخذ دروس فصل الشتاء في جامايكا وزامبيا. 
تشمل برامج الدراسات العليا درجة الماجستير في التعليم مع ستة تخصصات مختلفة: تعليم القراءة والكتابة، الإدارة في الفصل الشامل، التعليم التعاوني والتعلم، التعليم المتمايز، التكامل التكنولوجي والتعليم الخاص المعتدل/المعتدل. 

#### مدرسة سي إتس سانديج للأعمال
وتقدم برامج البكالوريوس. تقام الفصول الدراسية في حرم لاموني، وتُعقد برامج إكمال الشهادات عبر الإنترنت وفي حرم الجامعة الإقليمية. تشمل البرامج المحاسبة والأعمال الزراعية وإدارة الأعمال والاقتصاد والقيادة التنظيمية وإدارة الرياضة.
تحافظ كلية إدارة الأعمال على شراكة وثيقة مع كلية جون سي وايتهيد للدبلوماسية والعلاقات الدولية بجامعة سيتون هول. يشجع الطلاب الذين يخططون لاستكمال الدراسات العليا للنظر في قاعة سيتون كخيار. سميت كلية الأعمال على اسم الدكتور تشارلز هـ. سانداج، أستاذ سابق بالجامعة. 

##### الطلاب في المشاريع الحرة
ترتبط كلية إدارة الأعمال بفريق قريسلاد إناتكيوس. والتي تأسست عام 1989م، يعمل الفريق دوليا ومحليا. في السنوات الأخيرة، قام الفريق برحلات شتوية إلى زامبيا والفلبين وبليز. في عام 1996م أعيد تسمية الفريق ببطولة الولايات المتحدة الوطنية، وتقدموا للمنافسة في كأس العالم في باريس، فرنسا. أنهى الفريق المركز الثاني بعد الصين في المسابقة. في أبريل 2012م حصلوا على لقب البطل الإقليمي لمدة 12 عامًا متتاليًا ووضع في أفضل ثمانية فرق في معرض إناكتيوس الوطني.

#### مجتمع مدرسة المسيح
يقدم مجتمع المسيح عبر الإنترنت أو في مجتمع المسيح مباشرة. ويقدم درجة الماجستير في الآداب في الدين.

## روابط خارجية
- الموقع الرسمي